# K'arkapan
K'arkapan är ett vattendrag i Armenien.   Det ligger i provinsen Ararat, i den centrala delen av landet, 50 kilometer sydost om huvudstaden Jerevan.
Trakten runt K'arkapan består i huvudsak av gräsmarker. Runt K'arkapan är det ganska tätbefolkat, med 155 invånare per kvadratkilometer.